# Gongshan-muntyákszarvas
A Gongshan-muntyákszarvas (Muntiacus gongshanensis) az emlősök (Mammalia) osztályának párosujjú patások (Artiodactyla) rendjébe, ezen belül a szarvasfélék (Cervidae) családjába és a szarvasformák (Cervinae) alcsaládjába tartozó faj.

## Előfordulása
A Gongshan-muntyákszarvas előfordulási területe, amint neve is utal rá, a Gongshan-hegység. Ez a hegység a kínai Jünnan északnyugati részén, Tibet délkeleti részén, valamint Mianmar északi felén fekszik. Újabban az indiai Arunácsal Prades nevű államban is észrevették. Korábban úgy vélték, hogy az indiai állat kontyos muntyákszarvas (Muntiacus crinifrons) volt.
Egyes biológusok szerint a két állat egy fajt alkot, bár ezzel nem mindenki ért egyet. A DNS-vizsgálatok bebizonyították, hogy a két állat nagyon közeli rokona egymásnak.
A vadászat jelenti számára a legnagyobb veszélyt.

## Fordítás
- Ez a szócikk részben vagy egészben  a   Gongshan muntjac című angol Wikipédia-szócikk ezen változatának fordításán alapul.  Az eredeti cikk szerkesztőit annak laptörténete sorolja fel. Ez a jelzés csupán a megfogalmazás eredetét és a szerzői jogokat jelzi, nem szolgál a cikkben szereplő információk forrásmegjelöléseként.